# Đỗ quyên hoa đỏ
Đỗ quyên hoa đỏ (danh pháp khoa học: Rhododendron simsii) là loài thực vật thuộc họ Thạch nam (Ericaceae).
Đỗ quyên hoa đỏ là cây bụi, cao khoảng 2,5 m, mọc rải rác trong rừng, hoa màu đỏ, nở vào dịp tết Nguyên đán. Loài đỗ quyên này phân bố ở Việt Nam (tại Sa Pa, Hà Tĩnh, Quảng Trị, Thừa Thiên Huế, Kon Tum) và Đài Loan.
Các phân loài:
- Rhododendron simsii var. mesembrinum
- Rhododendron simsii var. simsii

## Thư viện ảnh

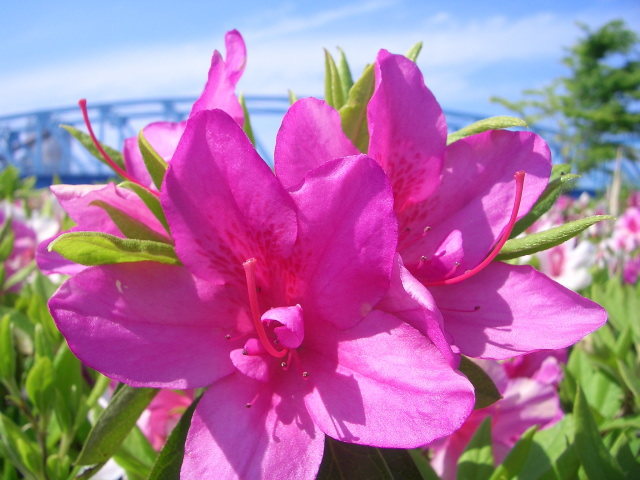
Hoa đỏ
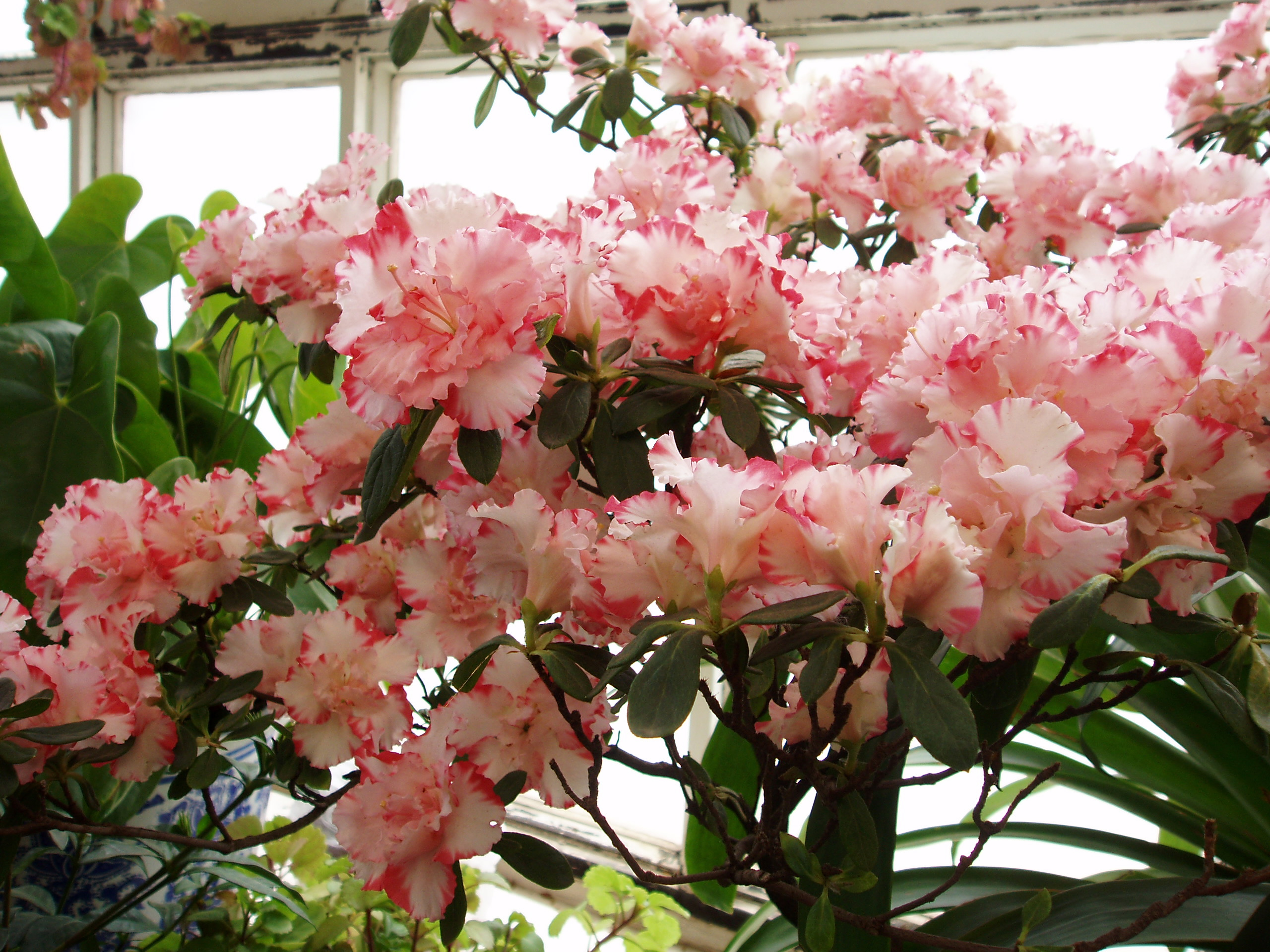
Hoa màu phớt đỏ
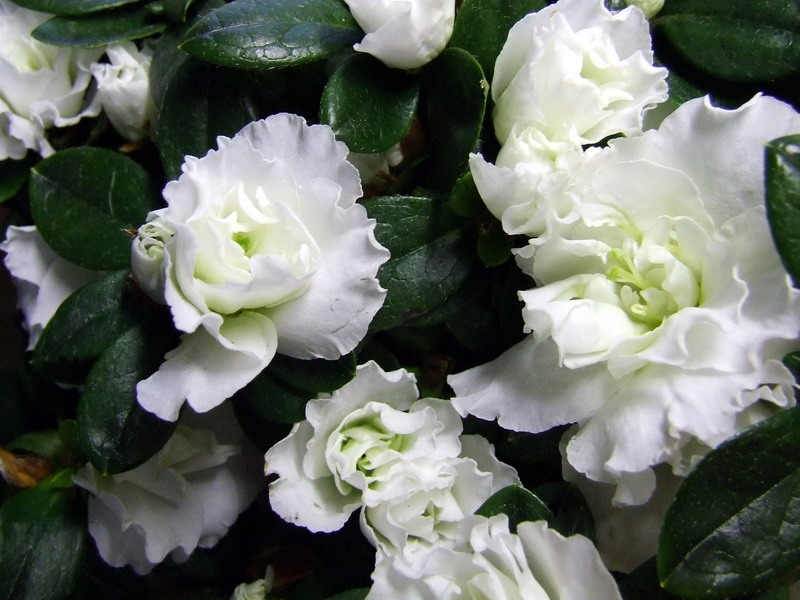
Một giống hoa màu trắng